# Louise Hansson
Louise Hansson (ur. 24 listopada 1996) – szwedzka pływaczka, specjalizująca się w stylu motylkowym, dowolnym i zmiennym.
Wicemistrzyni Europy na krótkim basenie z Herning (2013) w sztafecie 4 × 50 m stylem dowolnym oraz brązowa medalistka w sztafecie 4 × 50 m stylem zmiennym. Dwukrotna mistrzyni Europy juniorów z Belgradu (2011) i Antwerpii (2012) na dystansie 50 m stylem motylkowym oraz wicemistrzyni z Belgradu na 50 m stylem dowolnym.